# Arjen Robben
 Arjen Robben (Bedum, 23 de janeiro de 1984) é um ex-futebolista neerlandês que atuava como ponta-direita.
Revelado pelo Groningen, ganhou destaque internacional atuando pelo PSV Eindhoven, o que levou o milionário Chelsea a contratá-lo em 2004. Após conquistar dois títulos da Premier League com os Blues, Robben foi para o Real Madrid em 2007 e atuou por duas temporadas, mas sem o mesmo protagonismo. Sem espaço no time espanhol, transferiu-se para o Bayern de Munique em agosto de 2009, onde atuou por dez anos, tornou-se ídolo do clube alemão e foi fundamental na conquista da Liga dos Campeões da UEFA de 2012–13.
Pela Seleção Holandesa, Robben jogou a Copa do Mundo FIFA de 2006, realizada na Alemanha, foi vice-campeão da Copa do Mundo FIFA de 2010, na África do Sul, e ficou com o 3.º lugar na Copa do Mundo FIFA de 2014, como um dos destaques na competição realizada no Brasil.

## Carreira

### Groningen
Formado nas categorias de base do Groningen, estreou como profissional no dia 3 de dezembro de 2000, no empate por 0–0 contra o RKC Waalwijk, em jogo válido pela Eredivisie de 2000–01. O holandês acabou sendo eleito o melhor jogador do clube na temporada 2000–01.

### PSV Eindhoven
O PSV apostou 4,2 milhões de euros que a liberação de todo o potencial aconteceria no ponto alto de sua carreira e, após emprestar o adolescente de novo ao Gronigen por uma temporada, colheu as recompensas quando ele retornou ao Estádio Philips e imediatamente compôs uma dupla mortífera com Mateja Kežman, atacante sérvio.

### Chelsea

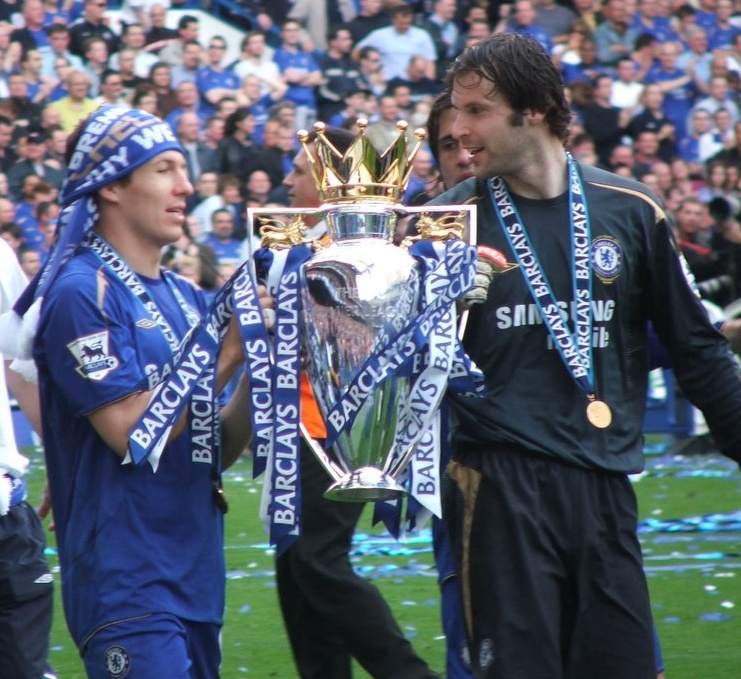
Robben e Petr Čech erguendo o troféu da Premier League em 2006

O título holandês foi garantido com facilidade em sua primeira temporada completa pelo PSV e, embora a campanha seguinte tenha sido ponteada por algumas contusões que ameaçaram sua participação na Euro 2004, Robben foi contratado pelo Chelsea em julho de 2004.
Sua primeira temporada na Inglaterra novamente foi atrapalhada por lesões, mas impressionava por sua velocidade e seu estilo que remitia aos pontas clássicos. Embora o Chelsea tivesse preferido uma maior quantidade de atuações do jovem holandês, sua qualidade não deixava dúvidas. Robben apareceu com mais frequência na campanha de 2005–06 e deixou a Inglaterra tendo ajudado o Chelsea a conquistar o bicampeonato da Premier League.

### Real Madrid

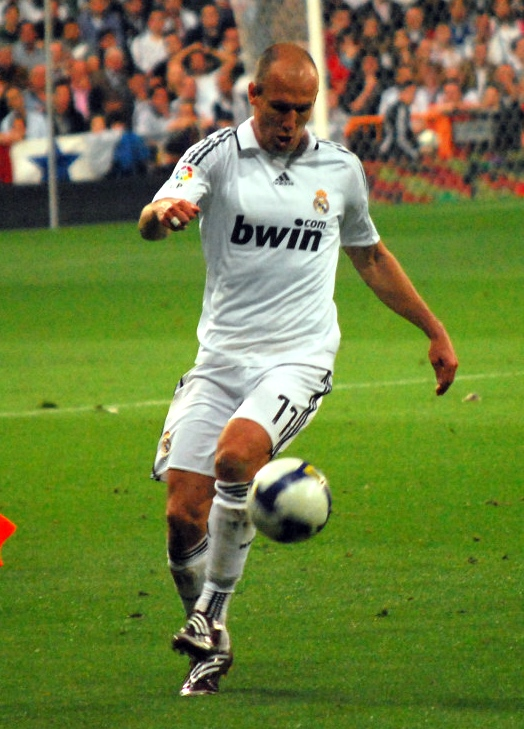
Robben no atuando pelo Real Madrid em 2009

No dia 22 de agosto de 2007, Robben foi contratado pelo Real Madrid por 36 milhões de euros. O holandês estreou pelo novo clube no dia 18 de setembro, na vitória por 2–1 sobre o Werder Bremen, em jogo válido pela Liga dos Campeões da UEFA. Entretanto, novamente as contusões voltaram a atacá-lo, impedindo assim o jogador de mostrar seu futebol.
Robben chegou a ficar na reserva em diversos jogos, mas reassumiu a titularidade após a saída de Robinho, visto que os dois eram jogadores que atuavam pelas pontas. No entanto, o seu histórico de problemas médicos diminuiu seu espaço no Santiago Bernabéu. Em toda a sua passagem pelo Real, o holandês não conseguiu atuar em mais do que quatro partidas consecutivas.

### Bayern de Munique
Após diversas especulações, foi contratado pelo Bayern de Munique no dia 28 de agosto de 2009, por 25 milhões de euros. Já no dia seguinte fez sua estreia pela equipe alemã, marcando dois gols na vitória por 3–0 sobre o Wolfsburg. No dia 30 de setembro, sofreu uma lesão no joelho direito durante a partida contra a Juventus pela fase de grupos da Liga dos Campeões da UEFA. Voltou da lesão no dia 24 de outubro, contra o Eintracht Frankfurt, marcando depois de entrar como substituto na vitória por 2–1.
O jogador foi importante na campanha do título da Bundesliga e também na Liga dos Campeões, onde ele marcou gols decisivos como contra o Manchester United e foi um dos responsáveis por levar o time até a final, na qual foram derrotados pela Internazionale. Ficou marcado de forma negativa na temporada 2010–11, por duas ocasiões: na primeira, durante uma vitória contra o Werder Bremen, em janeiro, ele quase acertou um soco no companheiro de equipe Thomas Müller. Já a segunda, num jogo contra o Borussia Dortmund, perdeu um pênalti no final da partida; assim, o time de Dortmund venceu por 2–1, o que deixou o Bayern de Munique muito próximo de conquistar o título alemão. Também ficou marcado de uma forma negativa por perder um pênalti um no primeiro tempo da prorrogação na final da Liga dos Campeões de 2011–12, no jogo onde o Bayern de Munique acabou empatando em um 1–1 no tempo normal e prorrogação. Com o resultado, a equipe do Chelsea venceu na disputa por pênaltis o mandante Bayern, que jogava em casa. Em 2013 conseguiu a redenção na Liga dos Campeões, em que ajudou na conquista do título. Foi um dos personagens das goleadas de sua equipe sobre o Barcelona nas semifinais, a primeira por 4–0 e a segunda por 0–3. Com um gol e uma assistência, Robben foi o melhor jogador da final, disputada contra o rival Borussia Dortmund. Conquistou também a Bundesliga e a Copa da Alemanha, obtendo a tríplice coroa na temporada de 2012–13. Ainda em 2013 ficou de fora da disputa do Copa do Mundo de Clubes da FIFA, no Marrocos, por causa de um corte no joelho.
No dia 21 de setembro de 2016, Robben voltou após 200 dias parado se recuperando de lesão, entrou no segundo tempo e marcou um dos gols na vitória por 3–0 sobre o Hertha Berlim. Já no dia 15 de outubro, fez mais um no empate contra o Eintracht Frankfurt por 2–2. Completou 150 jogos com a equipe bávara pela Bundesliga no dia 2 de dezembro, na vitória por 3–1 sobre o Mainz 05. Na ocasião, ele marcou o segundo gol dos Bávaros.
Em dezembro de 2018, confirmou que deixaria o clube no final do seu contrato. Realizou seu último jogo na Allianz Arena no dia 18 de maio de 2019, tendo marcado um gol na goleada por 5–1 contra o Eintracht Frankfurt, que sacramentou a conquista da Bundesliga. Na ocasião, o francês Franck Ribéry, que formou uma grande parceria com Robben e também estava deixando o clube, marcou um dos gols.
Sem clube após ter deixado o Bayern, o jogador holandês anunciou sua aposentadoria no dia 4 de julho, afirmando que essa era a decisão mais difícil da sua vida.

### Retorno ao Groningen
Em 27 de junho de 2020, após um ano sem jogar, Robben confirmou o seu retorno ao futebol para defender o Groningen, seu ex-clube, a partir da temporada 2020–21. No dia 6 de setembro, num amistoso contra o Arminia Bielefeld, marcou seu primeiro gol depois da volta aos gramados e definiu o empate em 1–1.
No dia 15 de julho de 2021, Robben novamente anunciou sua aposentadoria, dessa vez em definitivo.

## Seleção Nacional

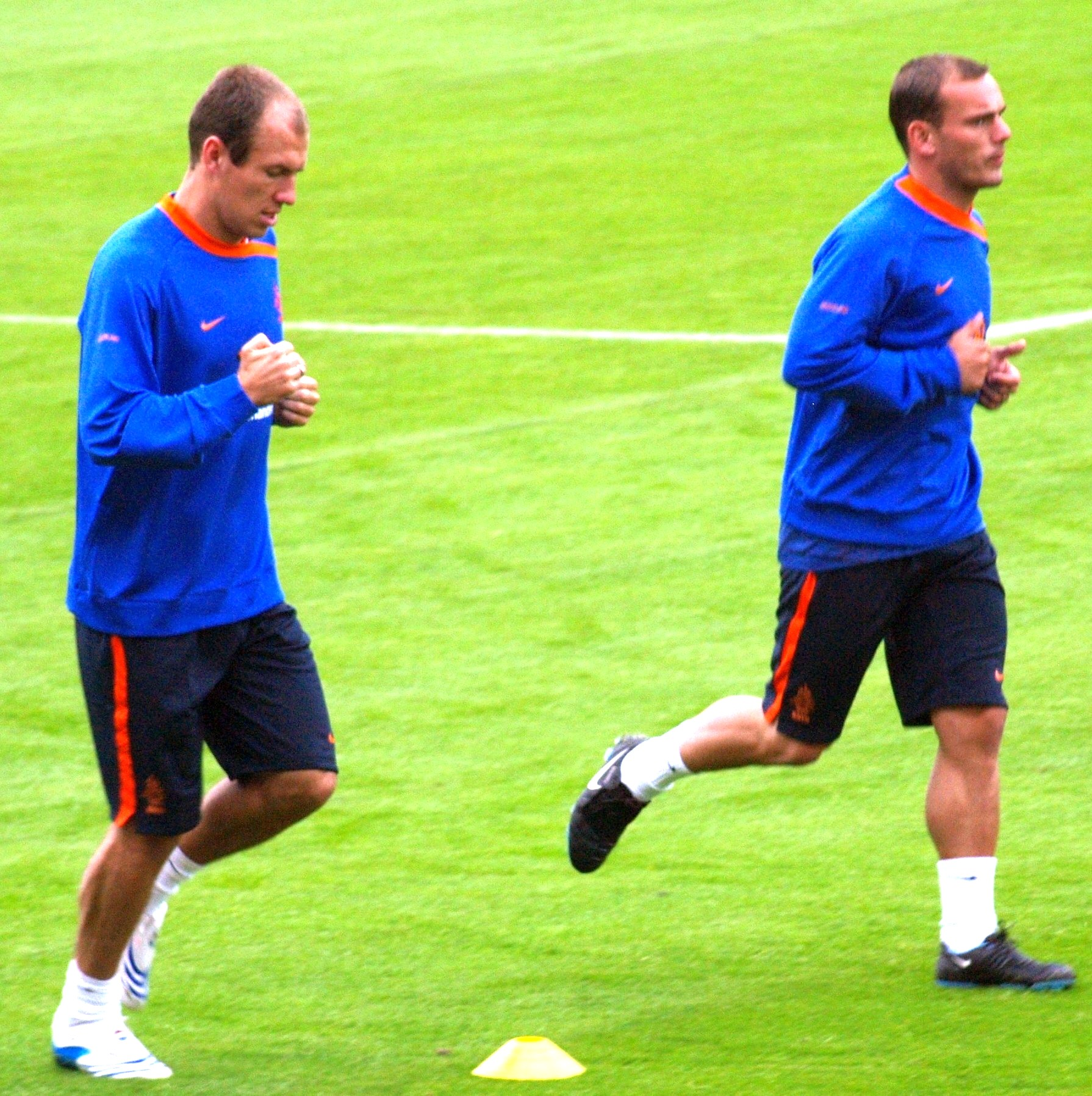
Robben (esq.) e Wesley Sneijder em treino da Seleção Holandesa

### Euro 2004
O primeiro torneio de Robben pela Seleção Holandesa foi a Euro 2004, quando o treinador Dick Advocaat convocou jovens jogadores como Wesley Sneijder e John Heitinga.
Já na segunda fase, pelas quartas de final, após o empate em 0–0 no tempo normal e na prorrogação contra a Suécia, coube a Robben converter a última cobrança na disputa por pênaltis, após o sueco Olof Mellberg ter desperdiçado sua cobrança. Robben converteu e levou a equipe às semifinais. Os holandeses então foram eliminados pelos anfitriões do torneio, Portugal, após derrota por 2–1.

### Copa do Mundo de 2006
Robben jogou sua primeira eliminatória antes da Copa do Mundo FIFA de 2006. Em seis jogos pela Holanda, marcou dois gols e ajudou a sua Seleção a se classificar para o torneio.
Na estreia da Seleção na Copa, no dia 11 de junho, contra Sérvia e Montenegro, Robben foi titular, marcou um gol aos 18 minutos e foi eleito o Man of the match ("Homem do jogo") pela FIFA. No jogo contra a Costa do Marfim, Robben recebeu este prêmio pela segunda vez, tornando-se assim um dos oito jogadores do torneio que conquistaram o prêmio por mais de uma vez. A Holanda se classificou junto com a Argentina, após um 0–0 entre as duas seleções no jogo mais esperado do grupo.
Nas oitavas de final a Holanda enfrentou Portugal, primeira colocada do grupo D, que havia se classificado com 100% de aproveitamento na fase de grupos, sofrendo apenas um gol. A equipe foi eliminada do torneio após perder por 1–0, com gol de Maniche. A partida, conhecida como Batalha de Nuremberg, entrou para a história por ter sido o embate mais violento da história das Copas do Mundo. Ela bateu o recorde de cartões distribuídos, tanto em amarelos, como em vermelhos. Ao todo, foram distribuídos 16 cartões amarelos e quatro vermelhos.

### Euro 2008

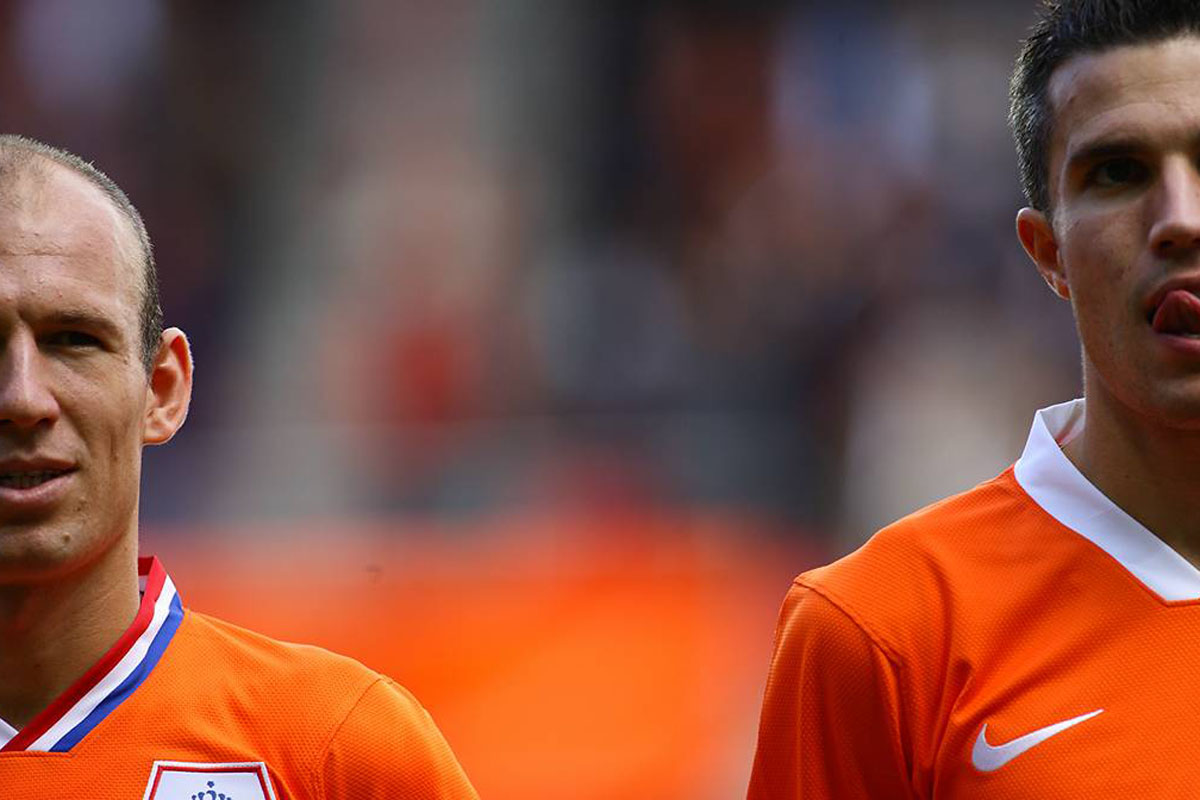
Robben (esq.) e Robin van Persie em setembro de 2009

Durante a Euro 2008, o treinador Marco van Basten alterou a formação para 4-2-3-1, preferindo para o meio-campo ofensivo Rafael van der Vaart, Wesley Sneijder e Dirk Kuyt, com Robben e Robin van Persie no banco e apenas Ruud van Nistelrooy como atacante.
Durante a fase de grupos, no segundo jogo, contra a França, a Holanda venceu por 4–1 e Robben foi um dos melhores em campo. A equipe se classificou em primeira no grupo, vencendo os três jogos, inclusive contra a então campeã mundial Itália. Nas quartas de final, os holandeses enfrentaram a embalada Rússia e foram derrotados por 3–1.

### Copa do Mundo de 2010
Com Bert van Marwijk no comando, Robben foi convocado para a Copa do Mundo FIFA de 2010. No último amistoso antes da competição, contra a Hungria, dias antes do embarque para a África do Sul, lesionou-se num lance curioso, tropeçando em seu próprio pé ao tentar um passe de calcanhar. Porém, o técnico van Marwijk anunciou que ele "decidiu não convocar nenhum substituto para Arjen" e que desejava "dar-lhe todas as chances de ainda participar da Copa do Mundo".

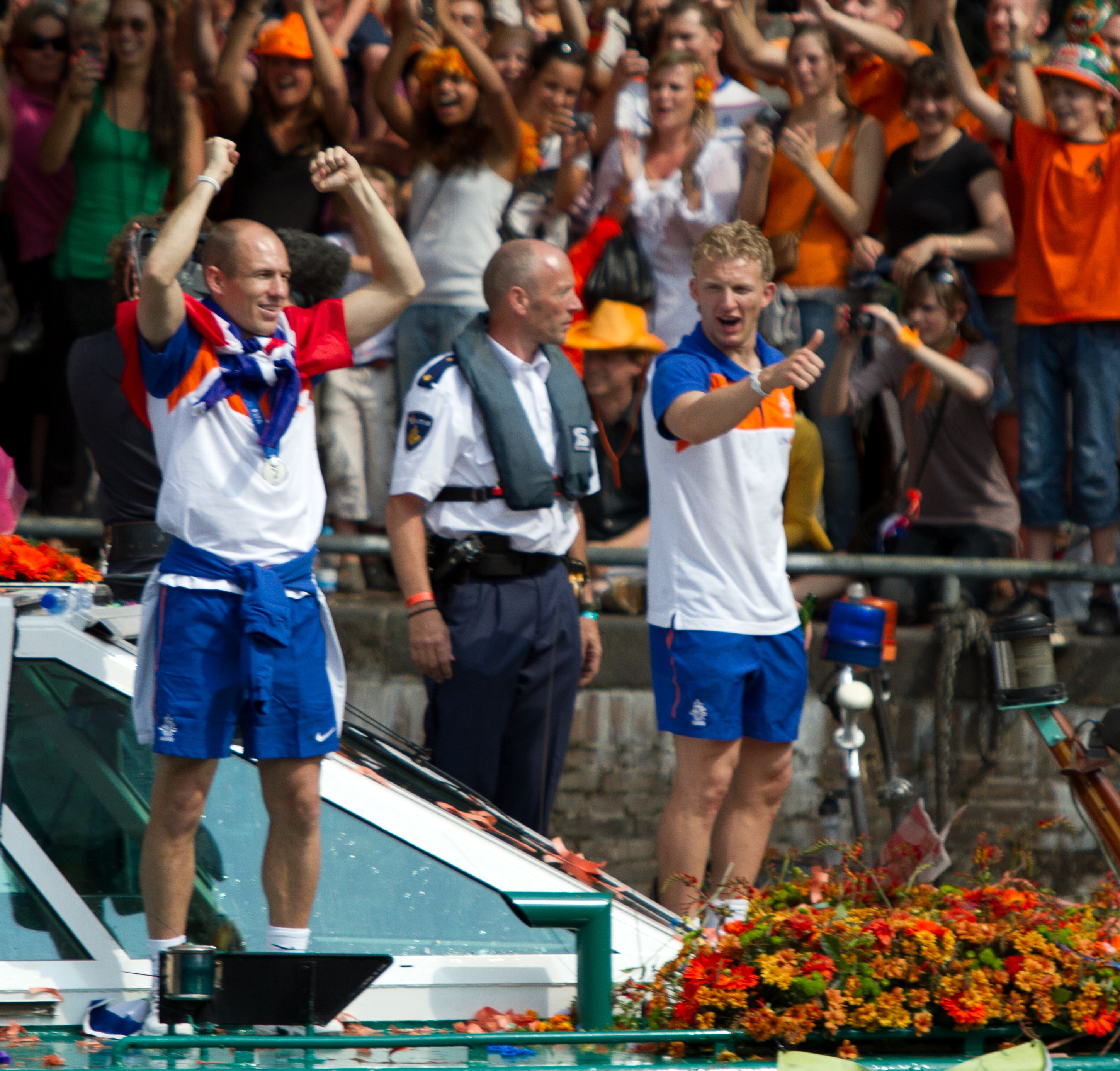
Robben (esq.) ao lado de Dirk Kuyt na comemoração pelo vice-campeonato mundial, em Amsterdã

A Seleção estava no Grupo E, e Robben ficou fora das duas primeiras partidas. No terceiro jogo da fase de grupos, contra Camarões, Robben pôde jogar durante 73 minutos na vitória neerlandesa por 2–1, participando de um dos gols.
Iniciou sua primeira partida contra a Eslováquia, marcando seu primeiro gol no torneio, vencendo ao final por 2–1. Neste jogo, Robben foi também eleito o "Homem do Jogo". Apareceu novamente (desta vez sem marcar) nas quartas de finais, na vitória de 2–1 sobre o Brasil, partida em que foi pisado por Felipe Melo, ocasionando a expulsão deste. Marcou também na semifinal contra o Uruguai, o terceiro da vitória holandesa por 3–2.
Na final, a Holanda, que até então estava invicta na Copa, foi batida pela Espanha. Em um lance do jogo, Robben ficou cara a cara com o goleiro Iker Casillas; entretanto, o espanhol defendeu seu chute com a ponta do pé direito.

### Euro 2012
Robben foi convocado para a Eurocopa de 2012, mas a Seleção Holandesa decepcionou e foi eliminada ainda na primeira fase.

### Copa do Mundo de 2014
Viveu grande fase na Copa do Mundo FIFA de 2014, onde ajudou seu país a terminar na terceira colocação. Logo na primeira rodada, marcou dois gols diante da Seleção Espanhola, na vitória por 5–1. Marcou mais um na segunda rodada, na vitória sobre a Austrália por 2–3. Conduziu sua equipe até as semifinais, onde foram eliminadas pela Argentina, mas conquistaram o terceiro lugar em cima do Brasil. Devido ao seu desempenho, recebeu a Bola de Bronze como o terceiro melhor jogador da competição e integrante da seleção ideal da Copa.

### Últimos anos
Fez seus últimos gols e sua última partida pela Seleção em uma partida contra a Suécia, que a laranja mecânica precisava ganhar por 7–0 para se classificar para repescagem da Copa do Mundo FIFA de 2018. No entanto, só conseguiram uma vitória por 2–0 com dois gols de Robben, que depois da partida declarou sua aposentadoria da Seleção.

## Pós-aposentadoria
Após se aposentar dos gramados, Robben participou da Maratona de Roterdã em 2022, terminando a prova em três horas e 13 minutos.
O ex-atacante voltou a participar da mesma maratona em abril de 2023, e completou os 42 km da prova em 2h58min33.

## Estatísticas

### Clubes[40]
| Equipe            | Temporada         | Campeonato nacional | Campeonato nacional | Campeonato nacional | Copa nacional | Copa nacional | Copa nacional | Competições continentais | Competições continentais | Competições continentais | Outros torneios | Outros torneios | Outros torneios | Total | Total | Total   |
| Equipe            | Temporada         | Jogos               | Gols                | Assist.             | Jogos         | Gols          | Assist.       | Jogos                    | Gols                     | Assist.                  | Jogos           | Gols            | Assist.         | Jogos | Gols  | Assist. |
| ----------------- | ----------------- | ------------------- | ------------------- | ------------------- | ------------- | ------------- | ------------- | ------------------------ | ------------------------ | ------------------------ | --------------- | --------------- | --------------- | ----- | ----- | ------- |
| Groningen         | 2000–01           | 18                  | 2                   | 1                   | –             | –             | –             | –                        | –                        | –                        | –               | –               | –               | 18    | 2     | 1       |
| Groningen         | 2001–02           | 28                  | 6                   | 3                   | 6             | 4             | 1             | –                        | –                        | –                        | –               | –               | –               | 34    | 10    | 4       |
| Groningen         | Total             | 46                  | 8                   | 4                   | 6             | 4             | 1             | –                        | –                        | –                        | –               | –               | –               | 52    | 12    | 5       |
| PSV Eindhoven     | 2002–03           | 33                  | 12                  | 7                   | 3             | 0             | 0             | 4                        | 1                        | 0                        | 1               | 0               | 0               | 41    | 13    | 7       |
| PSV Eindhoven     | 2003–04           | 23                  | 5                   | 10                  | 2             | 0             | 0             | 8                        | 2                        | 4                        | 1               | 1               | 0               | 34    | 8     | 14      |
| PSV Eindhoven     | Total             | 56                  | 17                  | 17                  | 5             | 0             | 0             | 12                       | 3                        | 4                        | 2               | 1               | 0               | 75    | 21    | 21      |
| Chelsea           | 2004–05           | 18                  | 7                   | 9                   | 6             | 1             | 1             | 5                        | 1                        | 0                        | –               | –               | –               | 29    | 9     | 10      |
| Chelsea           | 2005–06           | 28                  | 6                   | 4                   | 5             | 1             | 2             | 6                        | 0                        | 0                        | 1               | 0               | 0               | 40    | 7     | 6       |
| Chelsea           | 2006–07           | 21                  | 2                   | 4                   | 7             | 0             | 1             | 8                        | 1                        | 1                        | 1               | 0               | 0               | 37    | 3     | 6       |
| Chelsea           | Total             | 67                  | 15                  | 17                  | 18            | 2             | 4             | 19                       | 2                        | 1                        | 2               | 0               | 0               | 106   | 19    | 22      |
| Real Madrid       | 2007–08           | 21                  | 4                   | 4                   | 2             | 1             | 1             | 5                        | 0                        | 0                        | –               | –               | –               | 28    | 5     | 5       |
| Real Madrid       | 2008–09           | 29                  | 7                   | 8                   | –             | –             | –             | 6                        | 1                        | 1                        | 2               | 0               | 1               | 37    | 8     | 10      |
| Real Madrid       | Total             | 50                  | 11                  | 12                  | 2             | 1             | 1             | 11                       | 1                        | 1                        | 2               | 0               | 1               | 65    | 13    | 15      |
| Bayern de Munique | 2009–10           | 24                  | 16                  | 7                   | 3             | 3             | 1             | 10                       | 4                        | 0                        | –               | –               | –               | 37    | 23    | 8       |
| Bayern de Munique | 2010–11           | 14                  | 12                  | 10                  | 2             | 1             | 1             | 2                        | 0                        | 2                        | –               | –               | –               | 18    | 13    | 13      |
| Bayern de Munique | 2011–12           | 24                  | 12                  | 6                   | 3             | 2             | 1             | 9                        | 5                        | 3                        | –               | –               | –               | 36    | 19    | 10      |
| Bayern de Munique | 2012–13           | 16                  | 5                   | 7                   | 5             | 4             | 3             | 9                        | 4                        | 2                        | 1               | 0               | 1               | 31    | 13    | 13      |
| Bayern de Munique | 2013–14           | 28                  | 11                  | 6                   | 5             | 4             | 5             | 10                       | 4                        | 6                        | 2               | 2               | 0               | 45    | 21    | 17      |
| Bayern de Munique | 2014–15           | 21                  | 17                  | 7                   | 2             | 0             | 1             | 7                        | 2                        | 1                        | –               | –               | –               | 30    | 19    | 9       |
| Bayern de Munique | 2015–16           | 15                  | 4                   | 1                   | 3             | 0             | 1             | 3                        | 2                        | 1                        | 1               | 1               | 0               | 22    | 7     | 3       |
| Bayern de Munique | 2016–17           | 26                  | 13                  | 11                  | 3             | 0             | 0             | 8                        | 3                        | 3                        | –               | –               | –               | 37    | 16    | 14      |
| Bayern de Munique | 2017–18           | 21                  | 5                   | 7                   | 4             | 2             | 4             | 9                        | 0                        | 1                        | –               | –               | –               | 34    | 7     | 12      |
| Bayern de Munique | 2018–19           | 12                  | 4                   | 0                   | 2             | 0             | 0             | 4                        | 2                        | 1                        | 1               | 0               | 1               | 19    | 6     | 2       |
| Bayern de Munique | Total             | 201                 | 99                  | 62                  | 32            | 16            | 17            | 71                       | 26                       | 20                       | 5               | 3               | 2               | 309   | 144   | 101     |
| Groningen         | 2020–21           | 6                   | 0                   | 2                   | –             | –             | –             | –                        | –                        | –                        | 1               | 0               | 0               | 7     | 0     | 2       |
| Groningen         | Total             | 6                   | 0                   | 2                   | –             | –             | –             | –                        | –                        | –                        | 1               | 0               | 0               | 7     | 0     | 2       |
| Total na carreira | Total na carreira | 426                 | 150                 | 114                 | 63            | 23            | 23            | 113                      | 32                       | 26                       | 12              | 4               | 3               | 614   | 209   | 166     |

### Seleção Nacional[41]
| Ano   |       |      |         |
| Ano   | Jogos | Gols | Assist. |
| ----- | ----- | ---- | ------- |
| 2003  | 3     | 1    | 0       |
| 2004  | 8     | 2    | 4       |
| 2005  | 6     | 3    | 2       |
| 2006  | 10    | 2    | 1       |
| 2007  | 4     | 0    | 0       |
| 2008  | 6     | 2    | 2       |
| 2009  | 8     | 1    | 1       |
| 2010  | 7     | 4    | 3       |
| 2011  | 1     | 0    | 0       |
| 2012  | 10    | 2    | 4       |
| 2013  | 10    | 5    | 5       |
| 2014  | 13    | 6    | 6       |
| 2015  | 2     | 2    | 0       |
| 2016  | 1     | 1    | 0       |
| 2017  | 7     | 6    | 1       |
| Total | 96    | 37   | 29      |

| #   | Data                    | Local                         | Adversário          | Placar | Resultado | Competição                 |
| --- | ----------------------- | ----------------------------- | ------------------- | ------ | --------- | -------------------------- |
| 1.  | 11 de outubro de 2003   | Eindhoven, Países Baixos      | Moldávia            | 5–0    | 5–0       | Elim. Euro 2004            |
| 2.  | 18 de fevereiro de 2004 | Amsterdã, Países Baixos       | Estados Unidos      | 1–0    | 1–0       | Amistoso                   |
| 3.  | 17 de novembro de 2004  | Barcelona, Espanha            | Andorra             | 0–2    | 0–3       | Elim. Copa do Mundo 2006   |
| 4.  | 4 de junho de 2005      | Roterdã, Países Baixos        | Romênia             | 1–0    | 2–0       | Elim. Copa do Mundo 2006   |
| 5.  | 17 de agosto de 2005    | Roterdã, Países Baixos        | Alemanha            | 1–0    | 2–2       | Amistoso                   |
| 6.  | 17 de agosto de 2005    | Roterdã, Países Baixos        | Alemanha            | 2–0    | 2–2       | Amistoso                   |
| 7.  | 11 de junho de 2006     | Leipzig, Alemanha             | Sérvia e Montenegro | 1–0    | 1–0       | Copa do Mundo FIFA de 2006 |
| 8.  | 16 de agosto de 2006    | Dublin, República da Irlanda  | Irlanda             | 0–2    | 0–4       | Amistoso                   |
| 9.  | 1 de junho de 2008      | Roterdã, Países Baixos        | País de Gales       | 2–0    | 2–0       | Amistoso                   |
| 10. | 13 de junho de 2008     | Berna, Suíça                  | França              | 3–1    | 4–1       | Euro 2008                  |
| 11. | 10 de junho de 2009     | Roterdã, Países Baixos        | Noruega             | 2–0    | 2–0       | Elim. Copa do Mundo 2010   |
| 12. | 5 de junho de 2010      | Amsterdã, Países Baixos       | Hungria             | 3–1    | 6–1       | Amistoso                   |
| 13. | 5 de junho de 2010      | Amsterdã, Países Baixos       | Hungria             | 6–1    | 6–1       | Amistoso                   |
| 14. | 28 de junho de 2010     | Durban, África do Sul         | Eslováquia          | 0–1    | 1–2       | Copa do Mundo FIFA de 2010 |
| 15. | 6 de julho de 2010      | Cidade do Cabo, África do Sul | Uruguai             | 1–3    | 2–3       | Copa do Mundo FIFA de 2010 |
| 16. | 29 de fevereiro de 2012 | Londres, Inglaterra           | Inglaterra          | 0–1    | 2–3       | Amistoso                   |
| 17. | 29 de fevereiro de 2012 | Londres, Inglaterra           | Inglaterra          | 2–3    | 2–3       | Amistoso                   |
| 18. | 7 de junho de 2013      | Jacarta, Indonésia            | Indonésia           | 0–3    | 0–3       | Amistoso                   |
| 19. | 6 de setembro de 2013   | Tallinn, Estônia              | Estônia             | 0–1    | 2–2       | Elim. Copa do Mundo 2014   |
| 20. | 11 de outubro de 2013   | Amsterdã, Países Baixos       | Hungria             | 8–1    | 8–1       | Elim. Copa do Mundo 2014   |
| 21. | 15 de outubro de 2013   | Istambul, Turquia             | Turquia             | 0–1    | 0–2       | Elim. Copa do Mundo 2014   |
| 22. | 16 de novembro de 2013  | Genk, Bélgica                 | Japão               | 1–0    | 2–0       | Amistoso                   |
| 23. | 4 de junho de 2014      | Amesterdã, Países Baixos      | País de Gales       | 1–0    | 2–0       | Amistoso                   |
| 24. | 13 de junho de 2014     | Salvador, Brasil              | Espanha             | 2–1    | 5–1       | Copa do Mundo FIFA de 2014 |
| 25. | 13 de junho de 2014     | Salvador, Brasil              | Espanha             | 5–1    | 5–1       | Copa do Mundo FIFA de 2014 |
| 26. | 18 de junho de 2014     | Porto Alegre , Brasil         | Austrália           | 1–0    | 3–2       | Copa do Mundo FIFA de 2014 |
| 27. | 16 de novembro de 2014  | Amsterdã, Países Baixos       | Letônia             | 2–0    | 6–0       | Elim. Euro 2016            |
| 28. | 16 de novembro de 2014  | Amsterdã, Países Baixos       | Letônia             | 5–0    | 6–0       | Elim. Euro 2016            |
| 29. | 13 de novembro de 2015  | Cardiff, País de Gales        | País de Gales       | 2–1    | 3–2       | Amistoso                   |
| 30. | 13 de novembro de 2015  | Cardiff, País de Gales        | País de Gales       | 3–2    | 3–2       | Amistoso                   |
| 31. | 13 de novembro de 2016  | Luxemburgo, Luxemburgo        | Luxemburgo          | 1–0    | 3–1       | Elim. Copa do Mundo 2018   |
| 32. | 4 de junho de 2017      | Roterdã, Países Baixos        | Costa do Marfim     | 2–0    | 5–0       | Amistoso                   |
| 33. | 9 de junho de 2017      | Roterdã, Países Baixos        | Luxemburgo          | 1–0    | 5–0       | Elim. Copa do Mundo 2018   |
| 34. | 3 de setembro de 2017   | Amsterdã, Países Baixos       | Bulgária            | 2–0    | 3–1       | Elim. Copa do Mundo 2018   |
| 35. | 7 de outubro de 2017    | Barysaw, Bielorrússia         | Bielorrússia        | 2–1    | 3–1       | Elim. Copa do Mundo 2018   |
| 36. | 10 de outubro de 2017   | Amsterdã, Países Baixos       | Suécia              | 1–0    | 2–0       | Elim. Copa do Mundo 2018   |
| 37. | 10 de outubro de 2017   | Amsterdã, Países Baixos       | Suécia              | 2–0    | 2–0       | Elim. Copa do Mundo 2018   |

## Títulos
PSV Eindhoven
- Eredivisie: 2002–03
- Copa da Paz: 2003
- Supercopa dos Países Baixos: 2003

Chelsea
- Premier League: 2004–05 e 2005–06
- Copa da Liga Inglesa: 2004–05 e 2006–07
- Supercopa da Inglaterra: 2005
- Copa da Inglaterra: 2006–07

Real Madrid
- La Liga: 2007–08
- Supercopa da Espanha: 2008

Bayern de Munique
- Bundesliga: 2009–10, 2012–13, 2013–14, 2014–15, 2015–16, 2016–17, 2017–18 e 2018–19
- Copa da Alemanha: 2009–10, 2012–13, 2013–14, 2015–16 e 2018–19
- Supercopa da Alemanha: 2010, 2012, 2016, 2017 e 2018
- Liga dos Campeões da UEFA: 2012–13
- Copa Audi: 2013 e 2015
- Copa Uli Hoeneß: 2013
- Supercopa da UEFA: 2013

### Prêmios individuais
- Revelação do Futebol Neerlandês do Ano: 2002–03
- Jogador do mês da Premier League: novembro de 2004
- Equipe do Ano PFA da Premier League: 2004–05
- Troféu Bravo: 2005
- Gol do mês da Premier League: dezembro de 2005
- Goleador do mês na Bundesliga: janeiro de 2010, março de 2010, abril de 2010 e fevereiro de 2013
- Equipe do Ano ESM: 2004–05, 2009–10, 2014–15[42]
- Seleção da Bundesliga: 2009–10, 2013–14 e 2014–15 [43]
- Futebolista Alemão do Ano: 2010
- Equipe do Ano da UEFA: 2011 e 2014
- Jogador da final da Liga dos Campeões da UEFA: 2012–13
- Equipe da Liga dos Campeões da UEFA: 2012–13 e 2013–14[44]
- Jogador do Jogo nos jogos contra a Austrália, Chile e Brasil da Copa do Mundo FIFA: 2014
- Seleção da Copa do Mundo FIFA: 2014
- Bola de Bronze da Copa do Mundo FIFA: 2014
- FIFPro World XI: 2014
- Atleta do ano da Holanda: 2014[45]
- 66º melhor jogador do ano de 2012 (The Guardian)[46]
- 14º melhor jogador do ano de 2013 (The Guardian)[47]
- 4º melhor jogador do ano de 2014 (The Guardian)[48]
- 22º melhor jogador do ano de 2015 (The Guardian)[49]
- 89º melhor jogador do ano de 2016 (The Guardian)[50]

### Artilharias
- Copa da Paz de 2003 (2 gols)
- Supercopa da Alemanha de 2013 (2 gols)